# Југословенски филмови кандидовани за Оскара
Од 29. доделе Оскара 1954. године установљен је Оскар за најбољи страни филм, после чега је ова награда редовно додељивана, у стандардној процедури, након номинација и гласања.
Југословенски филмови су ушли 6 пута међу 5 номинованих: 1958, 1960, 1966, 1967, 1969. и 1985. године.
- 1958. Цеста дуга годину дана, режија Ђузепе де Сантис — ушао међу пет номинованих
- 1960. Девети круг, режија Франце Штиглиц — ушао међу пет номинованих
- 1966. Три, режија Александар Петровић — ушао међу пет номинованих
- 1967. Скупљачи перја, режија Александар Петровић — ушао међу пет номинованих
- 1969. Битка на Неретви, режија Вељко Булајић — ушао међу пет номинованих
- 1971. Црно семе, режија Кирил Ценевски
- 1972. Мајстор и Маргарита, режија Александар Петровић
- 1973. Сутјеска, режија Стипе Делић
- 1974. Дервиш и смрт, режија Здравко Велимировић
- 1975. Сарајевски атентат, режија Вељко Булајић
- 1976. Избавитељ, режија Крсто Папић
- 1978. Окупација у 26 слика, режија Лордан Зафрановић
- 1979. Човјек кога треба убити, режија Вељко Булајић
- 1980. Посебан третман, режија Горан Паскаљевић
- 1981. Сјећаш ли се Доли Бел?, режија Емир Кустурица
- 1982. Мирис дуња, режија Мирза Идризовић
- 1983. Високи напон, режија Вељко Булајић
- 1984. Крај рата, режија Драган Кресоја
- 1985. Отац на службеном путу, режија Емир Кустурица — ушао међу пет номинованих
- 1986. Срећна нова ‘49., режија Столе Попов
- 1987. Већ виђено, режија Горан Марковић
- 1988. Живот са стрицем, режија Крсто Папић
- 1989. Дом за вешање, режија Емир Кустурица
- 1990. Време чуда, режија Горан Паскаљевић
- 1991. Оригинал фалсификата, режија Драган Кресоја